# Імпровізація
Імпровізація (фр. improvisation, італ. improvvisazione, від лат. improvisus — непередбачений) — створення художнього твору (наприклад, музичного, поетичного, сценічного) в момент його виконання без попередньої підготовки, або назва такого твору.
Також імпровізація — це дія, що не була не відтворена до остаточного виступу, не була запланована.
Музична імпровізація — історично найдавніший тип музикування. Характерна для деяких жанрів класичної музики (див. експромт (музика)).
Літературна імпровізація — як правило, характерна для усної народної творчості та оповіді (див. експромт (література)).
Танцювальна імпровізація народилася з народних обрядів, ігор і свят, а в сучасних танцях включається в професійне мистецтво.
Театральна імпровізація (акторська імпровізація) — гра, дії актора, створення сценічного образу і власного тексту під час театральної постанови, не за сценарієм. Імпровізація в театральній дії зародилася в народних постановах і досягла найвищого рівня в народній італійській комедії дель арте (16-18 ст.) та у французькому фарсі (15-16 ст.). У 21 ст. на імпровізації будується акторська гра у плейбек-театрі.